# 斯特內什蒂鄉 (沃爾恰縣)
44°48′17″N 24°02′07″E / 44.8046°N 24.0354°E
斯特內什蒂鄉（羅馬尼亞語：Comuna Stănești, Vâlcea），是羅馬尼亞的鄉份，位於該國西南部，由沃爾恰縣負責管轄，面積33平方公里，海拔高度294米，2002年人口1,442，人口密度每平方公里44人。